# Jessie Saxby
Jessie Saxby   (Unst, 30 de juny de 1842 - Unst, 27 de desembre de 1940) va ser una escriptora i folklorista d'Unst, una de les illes Shetland d'Escòcia. També tenia interessos polítics i era sufragette o defensora del dret de vot de les dones.

## Família
Nascuda el 30 de juny de 1842 a Halligarth, Baltasound, a l'illa de Shetland d'Unst, el pare de Jessie Saxby era Laurence Edmondston, metge i naturalista; la seva mare era Eliza Macbrair (1801-1869), periodista i escriptora d'una família de Glasgow. La parella va tenir deu nens més entre ells Thomas, un botànic. Saxby va rebre poca formació formal.
Henry Saxby, un ornitòleg i metge nascut a Londres, es va casar amb Jessie Edmondston el 16 de desembre de 1859. La parella va tenir sis fills, però la seva única filla va morir quan era petita. Vivien a Unst i Henry va ser soci en la pràctica mèdica del seu sogre fins al 1871, quan per motius de mala salut necessitava un trasllat a Edimburg. L'any següent, el 1872, la família se'n va anar a viure a Inveraray, però Henry va morir als 37 anys, el 4 de setembre de 1873. Com a vídua amb una família que havia de mantenir, Jessie va haver de confiar en els ingressos dels seus escrits i va tornar a Edimburg durant disset anys, abans de passar finalment a Unst el 1890.

## Carrera professional
La carrera de Saxby va començar a la dècada del 1860, quan es van imprimir diversos dels seus contes i algunes poesies. Lichens from the Old Rock, un llibre de poesia, va ser publicat el 1868, un primer de 47 llibres. Els seus llibres van abastar temes variat com ara la ficció romàntica, el folklore, però sobretot les històries d'aventura per a joves. També va publicar al voltant de cent articles a diaris, revistes com Life and Work i The Boy's Own Paper.